# Ерхангер (герцог Швабії)
Ерхангер (нім. Erchanger; бл. 860 — 21 січня 917) — герцог Швабії в 911—917 роках.

## Життєпис
Походив з швабського або алеманського роду Агалольфінгів. Син Бертольда I, пфальцграфа Швабії. Його матір'ю за різними відомостями була донька Ерхангера Етіхонида, графа в Ельзасі, або Гізела, донька Людовика II, короля Східно-Франкської держави. Народився близько 860 року.
Перша відома посада — зендграф (королівський посланець — на кшталт інспектора, що здійснював нагляд за управлінням та правосуддям у віддалених землях).
У 892 році після смерті батька успадкував посаду пфальцграфа Швабії. 899 року після смерті імператора Арнульфа вступив у боротьбу за вплив у Швабії. Його союзником був Соломон III, єпископ Констанци,  разом протистояли амбіціям Бурхарда I, герцога Швабії. 911 року після обрання королем Конрада I домоглися засудження Бурхарда I у державній зраді та його страти. Новим швабським герцогом став Ерхангер. Ймовірно його брат Бертольд став пфальцграфом Швабії - таким чином брати встановили повну владу у Швабії.
У 913 році Ерхангер вступив у конфлікт з королем Німеччини, якого підтримав єпископ Соломон III, що не бажав посилення герцога Швабії. Втім вони швидко замирилися, закріпивши мир шлюбом між сестрою Ерхангера — Кунігундою — та королем. Натомість Ерхангера було призначено королівським вікарієм в Швабії. Того ж року спільно з Арнульфом, герцогом Баварії, завдав поразки угорцям у битві при Інні.
914 року Ерхангер знову вступив у конфлікт з Соломоном III, якого захопив у полон. Тоді проти герцога Швабії виступив Конрад I, який переміг Ерхангера, звільнив єпископа Констанци. Потім Ерхангера було позбавлено титулу герцога та заслано з країни.
915 року Ерхангер разом з братом повернувся, об'єднався з Бурхардом Бурхардінгером. Невдовзі вони завдали поразки німецькому королю у битві біля Вальвіса в Геґау. Після цього на бік повсталих перейшов Генріх, герцог Саксонії.
Король Конрад I в свою чергу звернувся за допомогою до церкви. У вересні 916 року в Гоенальтгаймі зібрав синод, в якому взяв участь вищий клір Франконії, Швабії та Баварії, а також папський легат. Синод підтримав короля і засудив Ерхангера і Бертольда на довічне ув'язнення. Намагаючись примиритися з королем, брати 917 року прибули до королівського двору, проте Конрад I всупереч рішенню синоду наказав стратити Ерхангера, Бертольда і їх небожа Ліуфріда. Новим герцогом Швабії став Бурхард Бурхардінгер.